# Gloeoheppiaceae
Gloeoheppiaceae är en familj av svampar. Gloeoheppiaceae ingår i ordningen Lichinales, klassen Lichinomycetes, divisionen sporsäcksvampar och riket svampar.
|                 | Peltulaceae                                                   |
|                 |                                                               |
|                 | Heppiaceae                                                    |
|                 |                                                               |
|                 | Lichinaceae                                                   |
|                 |                                                               |
| Gloeoheppiaceae | \| \| Gloeoheppia \| \| \| \| \| \| Pseudopeltula \| \| \| \| |
|                 | \| \| Gloeoheppia \| \| \| \| \| \| Pseudopeltula \| \| \| \| |
|                 | Gloeoheppia                                                   |
|                 |                                                               |
|                 | Pseudopeltula                                                 |
|                 |                                                               |

|  | Gloeoheppia   |
|  |               |
|  | Pseudopeltula |
|  |               |